# Robert Ames
Pour les articles homonymes, voir Ames (homonymie).

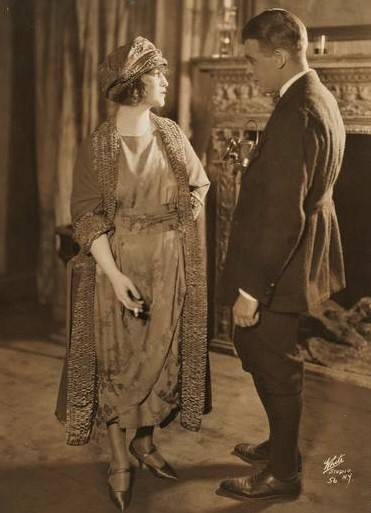
Avec Francine Larrimore, dans Nice People (Broadway, 1921)

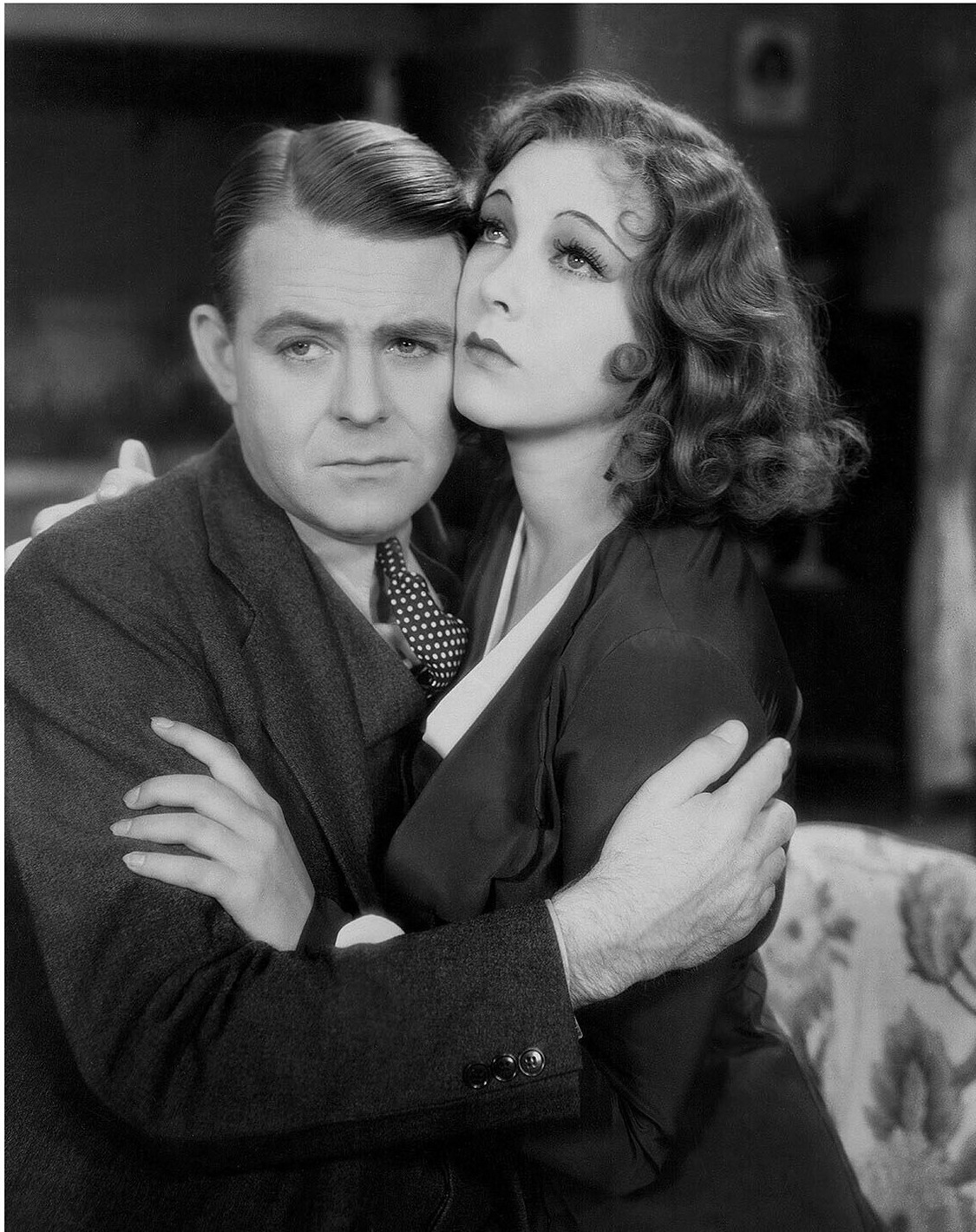
Avec Helen Twelvetrees, dans Millie (1931)

Robert Downing Ames, né le 23 mars 1889 à Hartford (Connecticut) et mort le 27 novembre 1931 à New York (État de New York), est un acteur américain.

## Biographie
Robert Ames débute au théâtre et joue notamment à Broadway (New York), où il apparaît pour la première fois en 1916-1917, dans une adaptation du roman Come Out of the Kitchen d'Alice Duer Miller, aux côtés de Ruth Chatterton et Walter Connolly. Suivent quatorze autres pièces à Broadway jusqu'en 1928, dont The Hero de Gilbert Emery (1921, avec Blanche Friderici et Richard Bennett) et The Triumphant Bachelor d'Owen Davis (1927, avec Dorothy Tree et Raymond Walburn).
Au cinéma, dès la période du muet, il contribue à vingt-six films américains, depuis What Women Want (en) de George Archainbaud (1920, avec Van Dyke Brooke) jusqu'à Tomorrow and Tomorrow (en) de Richard Wallace (avec Ruth Chatteron et Paul Lukas). Ce dernier film sort le 5 février 1932, à peine plus de deux mois après sa mort prématurée fin novembre 1931, à 42 ans, d'une crise de delirium tremens.
Parmi ses films notables, mentionnons L'Intruse d'Edmund Goulding (1929, avec Gloria Swanson et Henry B. Walthall), Le Désir de chaque femme  de Victor Sjöström (1930, avec Vilma Bánky et Edward G. Robinson), Holiday d'Edward H. Griffith (1930, avec Ann Harding et Mary Astor), ainsi que Mon mari et sa fiancée de Gregory La Cava (1931, avec Mary Astor et John Halliday).

## Théâtre à Broadway (intégrale)
- 1916-1917 : Come Out of the Kitchen, adaptation par A. E. Thomas du roman éponyme d'Alice Duer Miller : Charles Daingerfield
- 1918 : The Fountain of Youth de Louis Evan Shipman
- 1920 : Pietro de Maud Skinner et Jules Eckert Goodman : Keith Oliphant Jr.
- 1921 : The Hero de Gilbert Emery : Oswald Lane
- 1921 : Nice People de Rachel Crothers : Billy Wade (remplacement)
- 1922 : Lights Out de Paul Dickey et Mann Page : Egbert Winslow
- 1922 : It's a Boy! de William Anthony McGuire : Chester Blake
- 1923 : Icebound d'Owen Davis : Ben Jordan
- 1923 : We've Got to Have Money d'Edward Laska : David Farnum
- 1924 : The Desert Flower de Don Mullaly : Randolph « Rance » Conway
- 1925 : Jack in the Pulpit de Gordon Morris : Jack Faber
- 1926-1927 : Seed of the Brute de (et mise en scène par) Knowles Entrikin : Calvin Roberts
- 1927 : The Triumphant Bachelor d'Owen Davis, mise en scène et production de David Burton : Jack Sylvester
- 1927-1928 : Bless You, Sister de John Meehan et Robert Riskin : Freddy Gribble
- 1928 : Quickland de Warren F. Lawrence : Robert Clayton

## Filmographie partielle
- 1920 : What Women Want (en) de George Archainbaud : William Holliday Jr.
- 1925 : Without Mercy (en) de George Melford : John Orme
- 1925 : The Wedding Song (en) d'Alan Hale : Hayes Hallan
- 1926 : L'Espionne (Three Faces East) de Rupert Julian : Frank Bennett
- 1929 : L'Intruse (The Trespasser) d'Edmund Goulding : Jack Merrick
- 1929 : Marianne (titre original) de Robert Z. Leonard (version muette) : Soapy
- 1929 : Eaux troubles (Black Waters) de Marshall Neilan : Darcy
- 1930 : Le Désir de chaque femme (A Lady to Love) de Victor Sjöström : Buck
- 1930 : Holiday (titre original) d'Edward H. Griffith : Johnny Case
- 1931 : Millie (titre original) de John Francis Dillon : Tommy Rock
- 1931 : Behind Office Doors de Melville W. Brown : James Duneen
- 1931 : Les Bijoux volés (The Stolen Jools) de William C. McGann (court métrage) : lui-même
- 1931 : La Folie des hommes (Rich Man's Folly) de John Cromwell : Joe Warren
- 1931 : Mon mari et sa fiancée (Smart Woman) de Gregory La Cava : Donald « Don » « Donnie » Gibson
- 1932 : Tomorrow and Tomorrow (en) de Richard Wallace : Gail Redman